# 運用訓練幹部
運用訓練幹部（うんようくんれんかんぶ）とは、陸上自衛隊の各部隊に設けられている役職の一つである。略称は「運幹（うんかん）」。

## 概要
方面隊・師団等・連隊等・大隊等及び中隊等では、各種の訓練計画を立案するにあたり、それぞれ訓練陸曹等が各種訓練計画の案を作成しているが、それら案として計画段階における訓練計画はそれぞれ3ヶ月ごとに定められた各期毎において厳密に計画が練り込まれたものに基づいて計画の作成と実施がなされている。それら基礎となる訓練計画の立案において、指揮官や幕僚を補佐し計画を作成する訓練幹部が運用訓練幹部である。

## 各方面隊・師団・連隊・大隊等の運用訓練幹部
それぞれ訓練計画の作成を行う第3部等に配置されており、基本的に3名の専任による訓練幹部として勤務を行っている。各訓練幹部はそれぞれ「運用訓練幹部A」「運用訓練幹部B」「運用訓練幹部C」として、部長等の幕僚を補佐し、隷下部隊へスムーズに訓練計画が送れるように設けられている。補職は方面隊及び師団レベルで運用訓練幹部Aが2佐、B及びCは3佐若しくは1尉が補職階級とされている。連隊等においては1尉若しくは2尉が補職階級となっている。3名の運用訓練幹部では膨大な訓練計画を完全には掌握及び処理ができないために、通常は訓練准尉や訓練陸曹が補職されている。

## 中隊等運用訓練幹部
上級部隊から送られてきた訓練計画に基づき、部隊の練度等を考慮しながらそれぞれ発展的に部隊の訓練計画を立案し、運用指揮を行い中隊長等の指揮官を補佐する。また、近年の幹部充足率低下に伴い中隊等運用訓練幹部は中隊等の幹部における最先任者が補職対象となっており、当該部隊の副長を事実上兼務している。基本的に1尉若しくは2尉が指定されるものの、近年の幹部充足率低下に伴い任官したばかりの3尉も必要に応じて指定される場合がある。補佐として経験が長い陸曹を主体に訓練准尉（主に准尉若しくは曹長）や訓練陸曹(A・B・C）職が設置され、運用訓練幹部の業務を補佐する。また、必要に応じて中隊等隷下の各小隊長を兼務する例がある他に、必要に応じて服務指導幹部として部隊の服務面での指揮官による各種指導を補佐する。